# Internationale Dieterich-Buxtehude-Gesellschaft

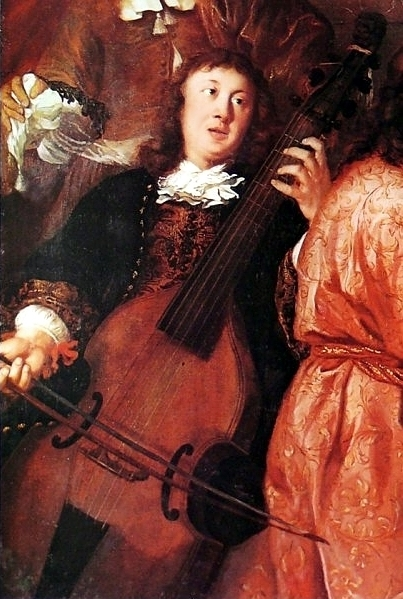
Dieterich Buxtehude, Gemälde von Johannes Voorhout (1674)

Die Internationale Dieterich-Buxtehude-Gesellschaft (IDBG) ist ein eingetragener Verein zur Erforschung und Pflege der Werke des Lübecker Marienorganisten und Komponisten Dieterich Buxtehude (um 1637–1707). Sie organisiert Konzerte und Symposien und koordiniert Publikationen.

## Geschichte
Bereits 1932 wurde eine erste Dietrich-Buxtehude-Gesellschaft in Lübeck gegründet, die aber nicht lange Bestand hatte. In ihr fanden sich die führenden Buxtehude-Forscher ihrer Zeit zusammen, um die Werke des Meisters zu erforschen.
Der Verein wurde am 8. Mai 2004 in Buxtehudes Wirkungsort Lübeck gegründet. Sie ist Teil der Gesellschaft zur Beförderung gemeinnütziger Tätigkeit, die Lübecks älteste Bürgerinitiative ist. Durch ein Dekret des Lübeckischen Senats vom 25. November 1795 wurde ihr Rechtsfähigkeit und damit der Status eines rechtsfähigen Vereins alten Lübecker Rechts verliehen.

## Wirken
Die Buxtehude-Gesellschaft wird von einem ehrenamtlichen Vorstand verwaltet. Mit Ton Koopman steht dem Verein ein Präsident vor, der als führende Autorität in der Historischen Aufführungspraxis gilt, sowohl praktizierender Musiker wie auch Forscher ist und durch seine Gesamteinspielung aller Instrumental- und Vokalwerke Buxtehudes hervorgetreten ist.
Dieterich Buxtehudes Musik ist geprägt von Klangschönheit und Praxisorientiertheit. Seine Orgelmusik gehört zu den eindrucksvollsten und originellsten Leistungen der Instrumentalmusik des 17. Jahrhunderts und bildet den Höhepunkt der Norddeutschen Orgelschule. Kompositorisch ist Buxtehude eine der wichtigsten Musikerpersönlichkeiten des Barock und der nordeuropäischen Musiktradition.
Die Mitgliedschaft ist frei und an keinen bestimmten Status gebunden. Im Jahr 2014 hatte der Verein mehr als 100 natürliche und zwei juristische Personen als Mitglieder. Die Buxtehude-Gesellschaft hat sich insbesondere der Pflege der Instrumental- und Chormusik Buxtehudes verpflichtet. Dadurch versucht sie, das kulturelle Leben zu bereichern. Damit einher geht auch die Erforschung der Biografie des Komponisten, Organisten und Lehrers Dieterich Buxtehude. Zudem fördert sie musikpädagogische und musikwissenschaftliche Veranstaltungen, die der Zielsetzung des Vereins entsprechen.
Gemeinsam mit dem Förderkreis der Kirchenmusik der Lübecker Marienkirche richtet die IDBG das „Europäische Buxtehude-Fest“ aus.

## Bekannte Mitglieder (Auswahl)
- Manfred Cordes, deutscher Musiker und Hochschullehrer
- Ton Koopman, niederländischer Dirigent, Organist und Hochschullehrer
- Hartmut Rohmeyer, deutscher Kirchenmusiker des Lübecker Doms und Hochschullehrer
- Wolfgang Sandberger, deutscher Musikwissenschaftler und Hochschullehrer
- Matthias Schneider, deutscher Musikwissenschaftler, Hochschullehrer und Organist
- Kerala J. Snyder, amerikanische Musikwissenschaftlerin, Hochschullehrerin und Organistin
- Ludger Stühlmeyer, deutscher Kantor, Musikwissenschaftler und Komponist
- Johannes Unger, deutscher Organist der Marienkirche Lübeck und Hochschullehrer
- Harald Vogel, deutscher Organist und Hochschullehrer für Alte Musik

## Veröffentlichungen
Herausgegeben von Matthias Schneider und Jürgen Heering:
- Buxtehude-Studien Band 1. Musikverlag Dr. J. Butz, Bonn 2015, ISBN 978-3-928412-18-6.

Beiträge von Ton Koopman, Matthias Schneider, Ulf Wellner, Christoph Wolf, Albert Clement, Hans Fagius, Konrad Dittrich und Arnd Schnoor
- Buxtehude-Studien Band 2. Musikverlag Dr. J. Butz, Bonn 2017, ISBN 978-3-928412-22-3.

Beiträge von Jürgen Heering, Konrad Küster, Michael Belotti, Tatjana Schabalina, Irmgard Schleiter, Friedhelm Krummacher, Klaus Beckmann und Kerala J. Snyder
- Buxtehude-Studien Band 3. Musikverlag Dr. J. Butz, Bonn 2019, ISBN 978-3-928412-28-5.

Beiträge von Kerala J. Snyder, Ola Gero, Peter Dirksen, Olga Parfenowa Savitskaja, Friedemann Hellwig, Bernhard Haas, Veronika Diederen, Martin Geck, Ton Koopman und Rüdiger Wilhelm
- Buxtehude-Studien Band 4. Musikverlag Dr. J. Butz, Bonn 2021, ISBN 978-3-928412-29-2.

Beiträge von Ulf Grapenthin, Harald Vogel, Matthias Schneider, Jürgen Heering, Ulf Wellner, Gary Verkade und Nadine Heydemann
- Buxtehude-Studien Band 5. Musikverlag Dr. J. Butz, Bonn 2023, ISBN 978-3-928412-33-9.

Beiträge von Michael Hundt, Michael Belotti, Jürgen Heering, Matthias Lotzmann, Magdalena Andrulewicz und Wolf Kalipp